# Мерсдорф (Тюрингія)
Мерсдорф (нім. Mörsdorf) — громада в Німеччині, розташована в землі Тюрингія. Входить до складу району Заале-Гольцланд. Складова частина об'єднання громад Гермсдорф.
Площа — 6,92 км2. Населення становить 546 ос. (станом на 31 грудня 2021).

## Галерея

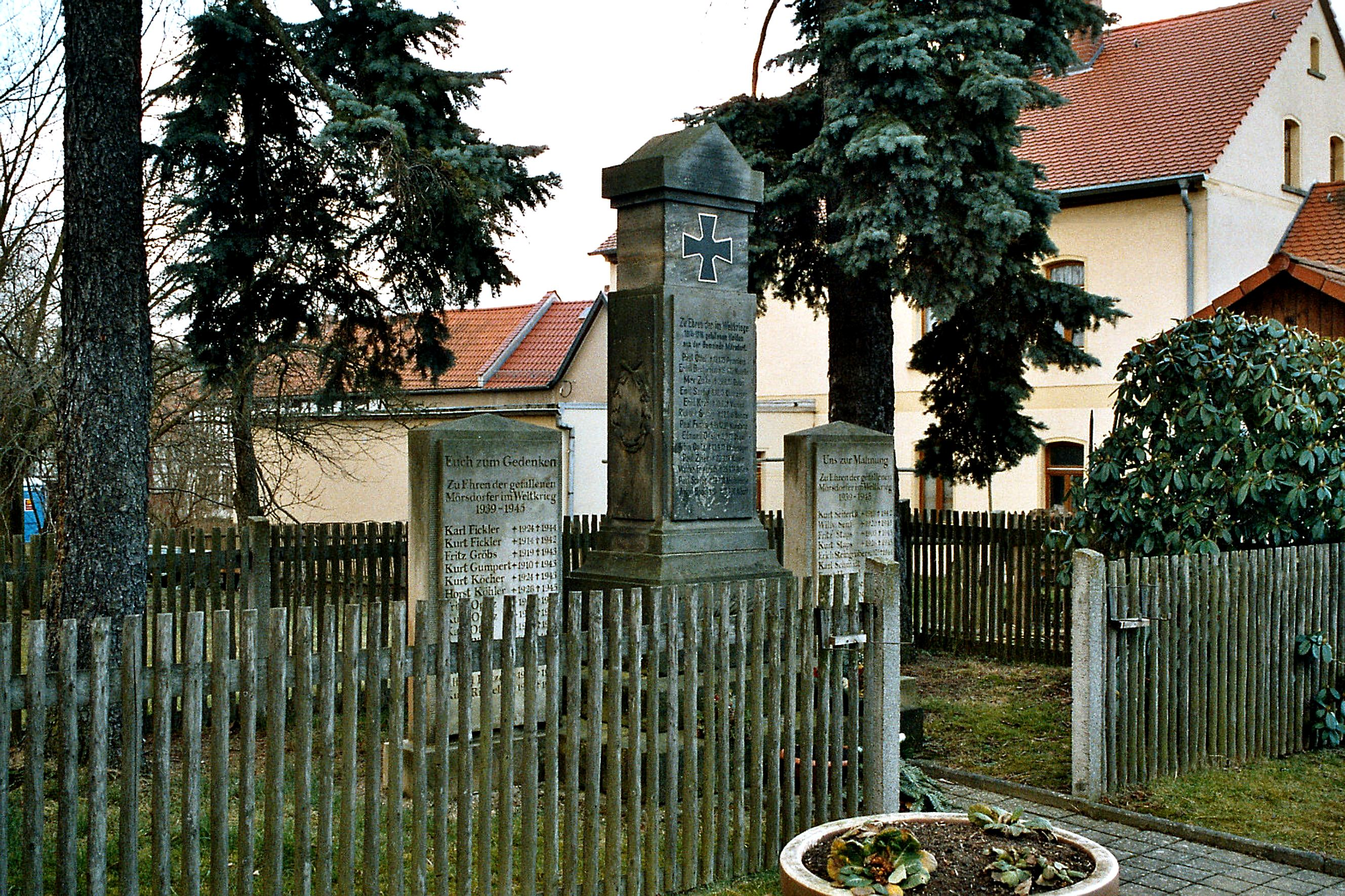